# Hexafluoruro de curio
El hexafluoruro de curio es un compuesto químico inorgánico de curio y flúor con la fórmula química CmF
6. Todavía se supone que es un compuesto hipotético, pero se afirma que se identificó termocromatográficamente.

## Síntesis
Se informa que el compuesto se puede obtener mediante la reacción de BF
3 y F
2 con Cm a 800 °C.